# Кјеза (Тренто)
Кјеза (итал. Chiesa) је насеље у Италији у округу Тренто, региону Трентино-Јужни Тирол.
Према процени из 2011. у насељу је живело 178 становника. Насеље се налази на надморској висини од 1175 м.